# Bachrom Chamrojev
Bachrom Chamrojev (* Uzbecká SSR) je právník a obránce lidských práv, původem z Uzbekistánu. Ruský soud ho poslal na 14 let do vězení kvůli obviněním z extremismu.

## Život
Chamrojev pochází z Buchary v Uzbekistánu. Je znám tím, že poskytuje právní pomoc migrantům ze Střední Asie, kteří do Ruska přicházejí za prací.
V září 2016 provedla Federální bezpečnostní služba razii v jeho domě. Veškeré technické vybavení a dokumenty mu zabavila. Chamrojev byl zadržen a vyslýchán v sídle FSB.
V květnu 2023 byl odsouzen na 14 let za „online výzvy k terorismu a organizování aktivit teroristické skupiny“. Podle lidskoprávní skupiny Memorial je Chamrojev pronásledován za své vytrvalé aktivity v oblasti lidských práv.
V lednu 2024 byl ze strany vězeňských úřadů ve Vladimirské ústřední věznici vystaven fyzickému násilí.
Chamrojev přicházel k soudním řízením s plakáty, kterými vyjadřoval protest proti ruské invazi na Ukrajinu a pronásledování disidentů. „Dřív jsem snil o tom, že můj milovaný Uzbekistán svrhne diktátora Karimova a získá alespoň takovou svobodu, jakou měl na konci 90. let a začátkem 20. století. Rusko dnes bohužel Karimovovu diktaturu překonalo a represemi připomíná rok 1937 nebo ještě nějaký horší. Jsem si jistý, že tato monstrózní nezákonnost, která v Rusku panuje, nebude trvat dlouho a všichni nevinní političtí vězni budou propuštěni a rehabilitováni,“ uvedl Chamrojev při jednom ze soudních jednání.